# Pàvlovka (Baixkíria)
|  | Per a altres significats, vegeu «Pàvlovka». |

Pàvlovka (en rus: Павловка) és un poble de Baixkíria, a Rússia, que en el cens del 2010 tenia 235 habitants. Pertany al districte de Iermolàievo.